# Roberto Benigni
Roberto Remigio Benigni (Castiglion Fiorentino, Arezzo, 1952. október 27. –) Oscar- és Arany Oroszlán díjas olasz színész, filmrendező és forgatókönyvíró.

## Élete és pályafutása
Roberto Benigni Isolina Papini és Remigio Benigni gyermekeként látta meg a napvilágot.
Karrierje kezdetén amatőr színész volt, majd 1972-től római avantgárd színházakban, kabarékban és a televízióban szerepelt. Az 1970-es években vált híressé Olaszországban. Filmszínészként 1977-ben debütált a Kedvellek, Berlinguer című filmben, melyben Giuseppe Bertoluccit alakította.
1980-ban találkozott először Nicoletta Braschival, aki 1991-ben a felesége lett, és ő rendezte a legtöbb filmjét is. Benigni rendezőként 1983-ban debütált Tu mi turbi című filmben. Ez volt az első együttműködése Nicolettával. 1984-ben társrendezője volt a Nincs más hátra, mint a sírás című filmnek.
1990-ben zsűritag volt a 40. Berlini Nemzetközi Filmfesztiválon. 1990-ben fontos szerepet játszott Federico Fellini utolsó, A hold hangjai című rendezésében. 1993-ban szerepelt A Rózsaszín párduc fia című vígjátékban. Vincenzo Ceramival együtt több filmet is készített: A kisördög (1988), Johnny Stecchino (1991) és A szörnyeteg (1994). 
Benigni talán legismertebb filmje az 1997-ben készült Az élet szép. 1998-ban ezt a filmet hét Oscar-díjra jelölték, a legjobb férfi főszereplőnek járót meg is nyerte.
2002-ben forgatott Pinokkió című filmjének ő volt a rendezője, forgatókönyvírója és egyik szereplője is. 2005-ben készült el a Tigris a hóban című filmvígjáték-drámája.

## Filmográfia

### Film

#### Rendező és író
| Év   | Magyar cím       | Eredeti cím               | Feladatkör | Feladatkör | Megjegyzések                |
| Év   | Magyar cím       | Eredeti cím               | Rendező    | Író        | Megjegyzések                |
| ---- | ---------------- | ------------------------- | ---------- | ---------- | --------------------------- |
| 1977 |                  | Berlinguer ti voglio bene | Nem        | Igen       |                             |
| 1979 | Szállást kérek   | Chiedo asilo              | Nem        | Igen       | társíró                     |
| 1983 |                  | Tu mi turbi               | Igen       | Igen       |                             |
| 1984 |                  | Non ci resta che piangere | Igen       | Igen       | társrendező: Massimo Troisi |
| 1986 |                  | Coffee and Cigarettes     | Nem        | Igen       | rövidfilm                   |
| 1988 | A kisördög       | Il piccolo diavolo        | Igen       | Igen       |                             |
| 1991 | Johnny Stecchino | Johnny Stecchino          | Igen       | Igen       |                             |
| 1994 | A szörnyeteg     | Il mostro                 | Igen       | Igen       | filmproducer                |
| 1997 | Az élet szép     | La vita è bella           | Igen       | Igen       |                             |
| 2002 | Pinokkió         | Pinocchio                 | Igen       | Igen       |                             |
| 2005 | Tigris a hóban   | La tigre e la neve        | Igen       | Igen       |                             |

#### Színész
- Kedvellek, Berlinguer (1977) (színész)
- Vad ágyak (1979) (színész)
- Szállást kérek (1979) (színész, forgatókönyvíró)
- Il Pap’occhio (1980) (színész)
- Il minestrone (1981) (színész)
- Felzaklatsz (1983) (színész, rendező)
- Nincs más hátra, mint a sírás (1984),(rendező Massimo Troisival)
- Coffee and Cigarettes (1986) (színész, forgatókönyvíró)
- Törvénytől sújtva (1986) (színész)
- A kis ördög (1988) (rendező)
- A hold hangjai (1990) (színész)
- Éjszaka a Földön (1991) (színész)
- Johnny Stecchino (1991) (színész, rendező)
- A Rózsaszín párduc fia (1993) (színész)
- A szörnyeteg (1994) (színész, rendező, forgatókönyvíró)
- Jó reggelt, hercegnő (1997) (rendező)
- Az élet szép (1997) (színész, rendező, forgatókönyvíró)
- Asterix és Obelix (1999) (színész)
- Cinématon (2000) (színész)
- Született hazudozó vagyok (2002) (színész)
- Pinokkió (2002) (színész, rendező, forgatókönyvíró)
- Kávé és cigaretta (2003) (színész)
- A Koltai-napló 2001-2003 (2004) (színész)
- Tigris a hóban (2005) (színész, rendező, forgatókönyvíró)
- Rómának szeretettel (2012) (színész)
- Pinokkió (2019) (színész)

## Díjai
- David di Donatello-díj (1989, 1998)
- César-díj a legjobb külföldi filmnek (1999)
- cannes-i nagydíj (1998)
- Oscar-díj a legjobb férfi főszereplőnek (1998)
- BAFTA-díj a legjobb férfi főszereplőnek (1998)
- Arany Oroszlán életműdíj (2021)[11]

## Fordítás
- Ez a szócikk részben vagy egészben  a   Roberto Benigni című angol Wikipédia-szócikk fordításán alapul.  Az eredeti cikk szerkesztőit annak laptörténete sorolja fel. Ez a jelzés csupán a megfogalmazás eredetét és a szerzői jogokat jelzi, nem szolgál a cikkben szereplő információk forrásmegjelöléseként.